# Premier League Snooker 2009
De Premier League Snooker 2009 wordt gespeeld van 10 september tot 6 december 2009. In het kwalificatietoernooi, de Championship League, zal door 25 spelers worden gestreden in zeven groepen van januari tot maart. De winnaar van de Championship League, Judd Trump, verdiende een plaats in de Premier League.

## Premier League

### programma
1. 10 september
  1. Robertson - Trump 4-2
  2. O'Sullivan - Fu 4-2
2. 17 september
  1. Murphy - Higgins 2-4
  2. Hendry - Trump 2-4
3. 24 september
  1. Robertson - Hendry 1-5
  2. Higgins - Fu 3-3 (3-2→3-3)
4. 1 oktober
  1. Trump - Fu 4-2
  2. O'Sullivan - Robertson 3-3 (3-2→3-3)
5. 8 oktober
  1. O'Sullivan - Murphy 4-2
  2. Higgins - Hendry 3-3 (3-2→3-3)
6. 22 oktober
  1. O'Sullivan - Hendry 3-3 (2-3→3-3)
  2. Murphy - Fu 5-1
7. 29 oktober
  1. Higgins - Robertson
  2. Murphy - Hendry
8. 12 november
  1. Fu - Robertson
  2. O'Sullivan - Trump
9. 19 november
  1. Higgins - Trump
  2. Murphy - Robertson
10. 26 november
  1. Murphy - Trump
  2. Fu - Hendry
  3. O'Sullivan - Higgins
11. 5-6 december: Finales

NB: Bij 3-3 gelijkspel tevens aangegeven wie eerst 3 frames gewonnen heeft, dit kan belangrijk zijn voor de uiteindelijke plaatsing in de poule

## Tussenstand
De top-4 na de groepsfase (21 wedstrijden) gaan door naar de halve finales.
| Pos | Speler      | Nat | Gesp. | Frames +/- | Frames +/- | Pts | Geld (£) |
| --- | ----------- | --- | ----- | ---------- | ---------- | --- | -------- |
| 1.  | O'Sullivan  | ENG | 4     | 14         | 10         | 06  | 19000    |
| 2.  | Trump       | ENG | 3     | 10         | 08         | 04  | 14000    |
| 3.  | Higgins MBE | SCO | 3     | 10         | 08         | 04  | 10000    |
| 4.  | Hendry MBE  | SCO | 4     | 13         | 11         | 04  | 15000    |
| 5.  | Robertson   | AUS | 3     | 08         | 04         | 03  | 8000     |
| 6.  | Murphy      | ENG | 3     | 09         | 09         | 02  | 4000     |
| 7.  | Fu          | HKG | 4     | 08         | 16         | 01  | 7000     |

## Championship League
De Championship League (CCL) is de kwalificatie van de Premier League van later dit jaar. In de CCL wordt in zeven groepen van zeven snookerspelers gespeeld. De eerste vier van de poulefase van elke groep gaan door naar de halve finales, de winnaar van een groep plaatst zich voor de finalegroep. De nummers 2, gedeeld 3 en 5 van een groep gaan (met uitzondering van de laatste groep) door naar de volgende groep en worden gekoppeld aan drie nieuwe spelers.
In de poulewedstrijden wordt erbest of 4 gespeeld waarbij alle frames gespeeld dienen te worden. Om inzet te bevorderen is er een prijzengeld van £100,- per gewonnen frame in de poulefase en £300 per frame in de finales.

### Finalegroep
Judd Trump heeft zich geplaatst voor de prestigieuze Premier League Snooker door in de finale van de finalegroep van Mark Selby te winnen met 3-2 in frames.

#### Wedstrijden
| - Joe Perry 2-2 Stuart Bingham - Mark Selby 3-1 Mark Allen - Judd Trump 1-3 Mark Selby - Mark King 1-3 John Higgins - Mark Allen 1-3 Joe Perry - Stuart Bingham 3-1 Mark King - John Higgins 2-2 Judd Trump | - Mark Selby 1-3 Joe Perry - Mark Allen 2-2 Stuart Bingham - Mark King 1-3 Judd Trump - Joe Perry 1-3 Judd Trump - John Higgins 1-3 Stuart Bingham - Mark Selby 3-1 John Higgins - Mark Allen 3-1 Mark King | - Stuart Bingham 2-2 Judd Trump - Joe Perry 2-2 John Higgins - Mark Selby 4-0 Mark King - Mark Allen 2-2 Judd Trump - Joe Perry 2-2 Mark King - Mark Allen 0-4 John Higgins - Mark Selby 3-1 Stuart Bingham |

#### Scores
|   | Speler         |                        | Frame W-V† | W-G-V | Punten |
| - | -------------- | ---------------------- | ---------- | ----- | ------ |
| 1 | Mark Selby     | Vlag van Engeland      | 17-7       | 5-1-0 | 10     |
| 2 | Judd Trump     | Vlag van Engeland      | 13-11      | 2-3-1 | 7      |
| 3 | Stuart Bingham | Vlag van Engeland      | 13-11      | 2-3-1 | 7      |
| 4 | Joe Perry      | Vlag van Engeland      | 13-11      | 2-3-1 | 7      |
| 5 | John Higgins   | Vlag van Schotland     | 13-11      | 2-2-2 | 6      |
| 6 | Mark Allen     | Vlag van Noord-Ierland | 9-15       | 1-2-3 | 4      |
| 7 | Mark King      | Vlag van Engeland      | 6-18       | 0-1-5 | 1      |

|  | halve finale | halve finale |  |           | finale    | finale |
|  |              |              |  |           |           |        |
|  |              |              |  |           |           |        |
|  | Selby (1)    | 3            |  |           |           |        |
|  | Perry (4)    | 2            |  |           |           |        |
|  |              |              |  |           | Selby (1) | 2      |
|  |              |              |  | Trump (2) | 3         |        |
|  | Trump (2)    | 3            |  |           |           |        |
|  | Bingham (3)  | 2            |  |           |           |        |

### Groep 1
De wedstrijden van groep 1 werden gespeeld op 5 en 6 januari 2009. Mark Selby kwalificeerde zich voor de finalegroep. Hij won in de finale van de eerste groep van 'Ali' Carter met 3-1 in frames.

#### Wedstrijden
| Joe Perry 2-2 Ryan Day Mark Selby 2-2 Ali Carter Shaun Murphy 2-2 Stephen Hendry Ding Junhui 3-1 Joe Perry Ryan Day 1-3 Mark Selby Shaun Murphy 2-2 Ali Carter Stephen Hendry 1-3 Ding Junhui | Mark Selby 3-1 Joe Perry Ryan Day 2-2 Ali Carter Shaun Murphy 1-3 Ding Junhui Mark Selby 2-2 Ding Junhui Stephen Hendry 2-2 Ali Carter Joe Perry 2-2 Stephen Hendry Shaun Murphy 3-1 Ryan Day | Ali Carter 1-3 Ding Junhui Mark Selby 1-3 Stephen Hendry Joe Perry 4-0 Shaun Murphy Ryan Day 1-3 Ding Junhui Ryan Day 3-1 Stephen Hendry Shaun Murphy 2-2 Mark Selby Joe Perry 2-2 Ali Carter |

#### Scores Groep 1
|   |                    | Frames | Punten |
| - | ------------------ | ------ | ------ |
| 1 | Ding Junhui        | 17-7   | 11     |
| 2 | Mark Selby         | 13-11  | 7      |
| 3 | Joe Perry          | 12-12  | 5      |
| 4 | Allister Carter    | 11-13  | 5      |
| 5 | Stephen Hendry MBE | 11-13  | 5      |
| 6 | Shaun Murphy       | 10-14  | 4      |
| 7 | Ryan Day           | 10-14  | 4      |

|  | halve finale | halve finale |  |       | finale | finale |
|  |              |              |  |       |        |        |
|  |              |              |  |       |        |        |
|  | Ding         | 1            |  |       |        |        |
|  | Carter       | 3            |  |       |        |        |
|  |              |              |  |       | Carter | 1      |
|  |              |              |  | Selby | 3      |        |
|  | Selby        | 3            |  |       |        |        |
|  | Perry        | 0            |  |       |        |        |

### Groep 2
De wedstrijden van groep 2 zijn gespeeld op 7 en 8 januari 2009. Noord-Ier Mark Allen kwalificeerde zich voor de eindronde in Maart. Ding, Carter, Perry en Williams plaatsten zich voor de derde groep.

#### Wedstrijden
| - Stephen Hendry 1-3 Joe Perry - Ali Carter 1-3 Ding Junhui - Peter Ebdon 1-3 Mark Allen - Ali Carter 3-1 Mark Williams - Ding Junhui 3-1 Joe Perry - Stephen Hendry 3-1 Mark Allen - Peter Ebdon 1-3 Mark Williams | - Ali Carter 3-1 Joe Perry - Ding Junhui 4-0 Stephen Hendry - Mark Allen 2-2 Mark Williams - Stephen Hendry 3-1 Peter Ebdon - Joe Perry 2-2 Mark Williams - Ding Junhui 2-2 Mark Allen - Ali Carter 3-1 Peter Ebdon | - Stephen Hendry 2-2 Mark Williams - Peter Ebdon 1-3 Joe Perry - Ali Carter 1-3 Mark Allen - Ding Junhui 2-2 Mark Williams - Joe Perry 2-2 Mark Allen 7 - Ding Junhui 3-1 Peter Ebdon - Ali Carter 3-1 Stephen Hendry |

#### Scores Groep 2
| Ranking |                    | Frames | Punten |
| ------- | ------------------ | ------ | ------ |
| 1       | Ding Junhui        | 17-7   | 10     |
| 2       | Allister Carter    | 14-10  | 8      |
| 3       | Mark Allen         | 13-11  | 7      |
| 4       | Joe Perry          | 12-12  | 6      |
| 5       | Mark Williams MBE  | 12-12  | 6      |
| 6       | Stephen Hendry MBE | 10-14  | 5      |
| 7       | Peter Ebdon        | 6-18   | 0      |

|  | halve finale | halve finale |  |       | finale | finale |
|  |              |              |  |       |        |        |
|  |              |              |  |       |        |        |
|  | Carter       | 1            |  |       |        |        |
|  | Allen        | 3            |  |       |        |        |
|  |              |              |  |       | Allen  | 3      |
|  |              |              |  | Perry | 1      |        |
|  | Ding         | 1            |  |       |        |        |
|  | Perry        | 3            |  |       |        |        |

### Groep 3
In de derde groep plaatst Joe Perry zich voor de finalegroep in maart. Hawkins, Williams, Robertson en Higgins gaan door voor een herkansing in groep vier.

#### Wedstrijden
| - Ding Junhui 3-1 Joe Perry - John Higgins 1-3 Neil Robertson - Ali Carter 2-2 Ding Junhui - Neil Robertson 2-2 Barry Hawkins - Ding Junhui 1-3 Mark Williams - Ali Carter 2-2 Mark Williams - Joe Perry 2-2 Barry Hawkins | - Mark Williams 2-2 John Higgins - Joe Perry 2-2 Ali Carter - John Higgins 1-3 Barry Hawkins - Neil Robertson 2-2 Mark Williams - Ali Carter 3-1 Barry Hawkins - Joe Perry 3-1 Neil Robertson - Ding Junhui 2-2 John Higgins | - Ali Carter 1-3 Neil Robertson - Mark Williams 3-1 Barry Hawkins - John Higgins 2-2 Joe Perry - Ding Junhui 1-3 Barry Hawkins - Ali Carter 1-3 John Higgins - Joe Perry 2-2 Mark Williams - Neil Robertson 4-0 Ding Junhui |

#### Scores Groep 3
|   |                 |                    | Frame W-V | W-G-V | Punten |
| - | --------------- | ------------------ | --------- | ----- | ------ |
| 1 | Neil Robertson  | Vlag van Australië | 15-9      | 3-2-1 | 6-8    |
| 2 | Mark Williams   | Vlag van Wales     | 14-10     | 2-4-0 | 8      |
| 3 | Barry Hawkins   | Vlag van Engeland  | 12-12     | 2-2-2 | 6      |
| 4 | Joe Perry       | Vlag van Engeland  | 12-12     | 1-4-1 | 6      |
| 5 | John Higgins    | Vlag van Schotland | 11-13     | 1-3-2 | 5      |
| 6 | Allister Carter | Vlag van Engeland  | 11-13     | 1-3-2 | 5      |
| 7 | Ding Junhui     | Vlag van China     | 9-15      | 1-2-3 | 4      |

|  | halve finale | halve finale |  |          | finale | finale |
|  |              |              |  |          |        |        |
|  |              |              |  |          |        |        |
|  | Robertson    | 1            |  |          |        |        |
|  | Perry        | 3            |  |          |        |        |
|  |              |              |  |          | Perry  | 3      |
|  |              |              |  | Williams | 0      |        |
|  | Williams     | 3            |  |          |        |        |
|  | Hawkins      | 1            |  |          |        |        |

### Groep 4
In groep 4 van de Championship League plaatst Stuart Bingham zich voor de laatste 7. Higgins, Cope, Hawkins en Williams gaan door voor de herkansing in groep 5.

#### Wedstrijden
| - Mark Williams 2-2 Neil Robertson - Barry Hawkins 1-3 John Higgins - Dave Harold 0-4 Stuart Bingham - Jamie Cope 3-1 Mark Williams - Neil Robertson 0-4 Barry Hawkins - John Higgins 4-0 Dave Harold - Stuart Bingham 1-3 Jamie Cope | - Mark Williams 1-3 Barry Hawkins - John Higgins 4-0 Neil Robertson - Jamie Cope 2-2 Dave Harold - John Higgins 2-2 Stuart Bingham - Barry Hawkins 0-4 Jamie Cope - Mark Williams 3-1 Stuart Bingham - Neil Robertson 4-0 Dave Harold | - John Higgins 2-2 Jamie Cope - Barry Hawkins 1-3 Stuart Bingham - Mark Williams 3-1 Dave Harold - Neil Robertson 2-2 Jamie Cope - Barry Hawkins 2-2 Dave Harold - Neil Robertson 1-3 Stuart Bingham - John Higgins 2-2 Mark Williams |

#### Scores Groep 4
|   |                |                    | Frame W-V | Match W-G-V | Punten |
| - | -------------- | ------------------ | --------- | ----------- | ------ |
| 1 | John Higgins   | Vlag van Schotland | 17-7      | 3-3-0       | 9      |
| 2 | Jamie Cope     | Vlag van Engeland  | 16-8      | 3-3-0       | 9      |
| 3 | Stuart Bingham | Vlag van Engeland  | 13-11     | 2-2-2       | 6      |
| 4 | Barry Hawkins  | Vlag van Engeland  | 12-12     | 2-2-2       | 6      |
| 5 | Mark Williams  | Vlag van Wales     | 12-12     | 2-2-2       | 6      |
| 6 | Neil Robertson | Vlag van Australië | 9-15      | 1-2-3       | 4      |
| 7 | Dave Harold    | Vlag van Engeland  | 5-19      | 0-2-4       | 2      |

|  | halve finale | halve finale |  |         | finale  | finale |
|  |              |              |  |         |         |        |
|  |              |              |  |         |         |        |
|  | Higgins      | 3            |  |         |         |        |
|  | Hawkins      | 2            |  |         |         |        |
|  |              |              |  |         | Higgins | 1      |
|  |              |              |  | Bingham | 3       |        |
|  | Cope         | 1            |  |         |         |        |
|  | Bingham      | 3            |  |         |         |        |

### Groep 5
De Engelse snookerspeler Mark King plaatst zich als vijfde voor de eindronde van de Championship League. Higgins, Cope, Doherty en Stevens gaan door voor de herkansing in groep 6.

#### Wedstrijden
| John Higgins 1-3 Jamie Cope Barry Hawkins 1-3 Mark Williams Mark King 2-2 Matthew Stevens Ken Doherty 1-3 John Higgins Jamie Cope 2-2 Barry Hawkins Mark Williams 1-3 Mark King Matthew Stevens 1-3 Ken Doherty | John Higgins 1-3 Barry Hawkins Jamie Cope 3-1 Mark Williams Mark King 2-2 Ken Doherty Barry Hawkins 0-4 Ken Doherty Matthew Stevens 3-1 Mark Williams John Higgins 2-2 Matthew Stevens Jamie Cope 2-2 Mark King | Mark Williams 2-2 Ken Doherty Barry Hawkins 3-1 Matthew Stevens John Higgins 3-1 Mark King Jamie Cope 2-2 Ken Doherty Barry Hawkins 1-3 Mark King Jamie Cope 2-2 Matthew Stevens John Higgins 3-1 Mark Williams |

#### Scores Groep 5
|   |                 |                    | Frame W-V | Match W-G-V | Punten |
| - | --------------- | ------------------ | --------- | ----------- | ------ |
| 1 | Jamie Cope      | Vlag van Engeland  | 14-18     | 2-4-0       | 8      |
| 2 | John Higgins    | Vlag van Schotland | 13-11     | 3-1-2       | 7      |
| 3 | Ken Doherty     | Vlag van Ierland   | 14-10     | 2-3-1       | 7      |
| 4 | Mark King       | Vlag van Engeland  | 13-11     | 2-3-1       | 7      |
| 5 | Matthew Stevens | Vlag van Wales     | 11-13     | 1-3-2       | 5      |
| 6 | Barry Hawkins   | Vlag van Engeland  | 10-14     | 2-1-3       | 5      |
| 7 | Mark Williams   | Vlag van Wales     | 9-15      | 1-1-4       | 3      |

|  | halve finale | halve finale |  |      | finale  | finale |
|  |              |              |  |      |         |        |
|  |              |              |  |      |         |        |
|  | Doherty      | 3            |  |      |         |        |
|  | Higgins      | 2            |  |      |         |        |
|  |              |              |  |      | Doherty | 1      |
|  |              |              |  | King | 3       |        |
|  | King         | 3            |  |      |         |        |
|  | Cope         | 0            |  |      |         |        |

### Groep 6
Na vier poules plaatst voormalig wereldkampioen John Higgins zich ook voor de finalegroep in maart. Davis, Swail, Stevens en Dott gaan voor de herkansing naar (de laatste) groep 7.

#### Wedstrijden
| Ken Doherty 1-3 Jamie Cope John Higgins 3-1 Joe Swail Graeme Dott 2-2 Matthew Stevens Steve Davis 3-1 Ken Doherty John Higgins 3-1 Jamie Cope Joe Swail 3-1 Matthew Stevens Graeme Dott 1-3 Steve Davis | Ken Doherty 2-2 John Higgins Jamie Cope 3-1 Joe Swail Matthew Stevens 2-2 Steve Davis John Higgins 2-2 Steve Davis Graeme Dott 2-2 Joe Swail Ken Doherty 3-1 Graeme Dott Jamie Cope 0-4 Matthew Stevens | Joe Swail 1-3 Steve Davis John Higgins 3-1 Graeme Dott Ken Doherty 2-2 Matthew Stevens Jamie Cope 1-3 Steve Davis John Higgins 1-3 Matthew Stevens Jamie Cope 0-4 Graeme Dott Ken Doherty 1-3 Joe Swail |

#### Scores Groep 6
| Ranking |                 |                        | Frame W-V | Match W-G-V | Punten |
| ------- | --------------- | ---------------------- | --------- | ----------- | ------ |
| 1       | Steve Davis     | Vlag van Engeland      | 16-8      | 4-2-0       | 10     |
| 2       | John Higgins    | Vlag van Schotland     | 14-10     | 3-2-1       | 8      |
| 3       | Matthew Stevens | Vlag van Wales         | 14-10     | 3-1-2       | 7      |
| 4       | Joe Swail       | Vlag van Noord-Ierland | 11-13     | 2-1-3       | 5      |
| 5       | Graeme Dott     | Vlag van Schotland     | 11-13     | 1-2-3       | 4      |
| 6       | Ken Doherty     | Vlag van Ierland       | 10-14     | 1-2-3       | 4      |
| 7       | Jamie Cope      | Vlag van Engeland      | 8-16      | 2-0-4       | 4      |

|  | halve finale | halve finale |  |         | finale | finale |
|  |              |              |  |         |        |        |
|  |              |              |  |         |        |        |
|  | Davis        | 3            |  |         |        |        |
|  | Swail        | 1            |  |         |        |        |
|  |              |              |  |         | Davis  | 0      |
|  |              |              |  | Higgins | 3      |        |
|  | Higgins      | 3            |  |         |        |        |
|  | Stevens      | 1            |  |         |        |        |

### Groep 7
Als zevende en laatste heeft Judd Trump zich geplaatst voor de eindronde van de Championship League van dit jaar. Alle andere spelers zijn uitgeschakeld.

#### Wedstrijden
| Steve Davis 3-1 Matthew Stevens Joe Swail 2-2 Graeme Dott Ricky Walden 3-1 Liang Wenbo Judd Trump 0-4 Steve Davis Matthew Stevens 3-1 Joe Swail Graeme Dott 1-3 Ricky Walden Liang Wenbo 1-3 Judd Trump | Steve Davis 1-3 Joe Swail Matthew Stevens 0-4 Graeme Dott Ricky Walden 1-3 Judd Trump Joe Swail 1-3 Judd Trump Liang Wenbo 2-2 Graeme Dott Steve Davis 4-0 Liang Wenbo Matthew Stevens 0-4 Ricky Walden | Graeme Dott 1-3 Judd Trump Joe Swail 2-2 Liang Wenbo Steve Davis 2-2 Ricky Walden Matthew Stevens 1-3 Judd Trump Joe Swail 1-3 Ricky Walden Matthew Stevens 2-2 Liang Wenbo Steve Davis 2-2 Graeme Dott |

#### Scores Groep 7
|   |                 |                        | Frame W-V | Match W-G-V | Punten |
| - | --------------- | ---------------------- | --------- | ----------- | ------ |
| 1 | Judd Trump      | Vlag van Engeland      | 15-9      | 5-0-1       | 10     |
| 2 | Ricky Walden    | Vlag van Engeland      | 16-8      | 4-1-1       | 9      |
| 3 | Steve Davis     | Vlag van Engeland      | 16-8      | 3-2-1       | 8      |
| 4 | Graeme Dott     | Vlag van Schotland     | 12-12     | 1-3-2       | 5      |
| 5 | Joe Swail       | Vlag van Noord-Ierland | 10-14     | 1-3-2       | 4      |
| 6 | Liang Wenbo     | Vlag van China         | 8-16      | 0-3-3       | 3      |
| 7 | Matthew Stevens | Vlag van Wales         | 7-17      | 1-1-4       | 3      |

|  | halve finale | halve finale |  |        | finale | finale |
|  |              |              |  |        |        |        |
|  |              |              |  |        |        |        |
|  | Trump        | 3            |  |        |        |        |
|  | Dott         | 0            |  |        |        |        |
|  |              |              |  |        | Trump  | 3      |
|  |              |              |  | Walden | 2      |        |
|  | Walden       | 3            |  |        |        |        |
|  | Davis        | 2            |  |        |        |        |

## Prijzengeld Championship League
| #  | Speler                         | Geld (£) |
| -- | ------------------------------ | -------- |
| 1  | John Higgins MBE               | 9400     |
| 2  | Joe Perry                      | 8800     |
| 3  | Mark Selby                     | 6300     |
| 4  | Mark Williams MBE              | 5700     |
| 5  | Judd Trump                     | 5400     |
| 6  | Alister Carter                 | 5100     |
| 7  | Steve Davis OBE Stuart Bingham | 5000     |
| 9  | Ding Hunhui                    | 4900     |
| 10 | Mark King                      | 4800     |
| 11 | Barry Hawkins                  | 4300     |
| 12 | Jamie Cope                     | 4100     |
| 13 | Mark Allen                     | 4000     |

| #  | Speler                | Geld (£) |
| -- | --------------------- | -------- |
| 14 | Matthew Stevens       | 3500     |
| 15 | Ricky Walden          | 3100     |
| 16 | Neil Robertson        | 2700     |
| 17 | Ken Doherty           | 2600     |
| 18 | Joe Swail             | 2400     |
| 19 | Graeme Dott           | 2300     |
| 20 | Stephen Hendry MBE    | 2100     |
| 21 | Shaun Murphy Ryan Day | 1000     |
| 23 | Liang Wenbo           | 800      |
| 24 | Peter Ebdon           | 600      |
| 25 | Dave Harold           | 500      |